# Israel nos Jogos Paralímpicos de Verão de 1976
Israel participou dos Jogos Paralímpicos de Verão de 1976, que foram realizados na cidade de Toronto, no Canadá, entre os dias 3 e 11 de agosto de 1976.
Obteve 69 medalhas, das quais 40 de ouro.